# Retinopatija nedonoščadi
Retinopatija nedonoščadi, prematurna retinopatija  ili retrolentalna fibroplazija je bolest mrežnice koja pogađa nedonoščad. Smatra se da je uzrokovana dezorganiziranim rastom retinalnih krvnih žila koje svojim uraštanjem u staklovinu dovode do ožiljkavanja mrežnice i, konačno, do njezinog odvajanja. Ova bolest može biti blaga i spontano zacijeliti, ali u najtežim slučajevima vodi sljepoći. Sva nedonošena djeca imaju veći rizik za razvoj ove bolesti, a niska porođajna težina je dodatni rizični faktor. Toksičnost samog kisika kao i relativna hipoksija nedonoščadi doprinose razvoju prematurne retinopatije.

## Patofiziologija
Normalno se mrežnica razvija in-utero i na terminu poroda, dijete ima potpuno vaskulariziranu retinu. Kod nedonošene djece, mrežnica često nije potpuno prokrvljena. Prematurna retinopatija se javlja kad se vaskularizacija mrežnice zaustavi i onda abnormalno nastavi. Ključni element je fibrovaskularna proliferacija. To je razvoj novih abnormalnih krvnih žila koje mogu regredirati, ali češće nastavljaju rasti. Paralelno s novim krvnim žilama, raste i vezivno tkivo koje se može kontrahirati i tako dovesti do ablacije retine. Suplementarna izloženost kisiku, kao jedan od faktora ipak nije glavni rizični faktor razvoja ove bolesti. Reducirana opskrba kisikom ne vodi nužno smanjenju učestalosti ove bolesti, i može povećati rizik nastanka drugih sistemskih komplikacija povezanih s hipoksijom.
Pacijenti s prematurnom retinopatijom imaju veći rizik za razvoj strabizma, glaukoma, katarakte i miopije kasnije u životu i trebaju se pregledavati jednom godišnje radi sprečavanja i liječenja ovih stanja.
Pokazalo se da liječenje eritropoetinom značajno povećava rizik razvoja prematurne retinopatije i ne preporučuje se.

## Dijagnoza
Retina se pregledava u midrijazi (proširena zjenica ) indirektnim oftalmoskopom da bi odredili koliko su retinalne krvne žile proliferirale. Smatra se da je retinalna vaskularizacija dovršena kad krvne žile dostignu oru seratu. Stadij prematurne retinopatije odnosi se na karakter rasta vodećeg ruba retinalne vaskularne proliferacije. Stadiji prematurne retinopatije određeni su Internacionalnom klasifikacijom prematurne retinopatije.
Pregled retine preporučuje se djeci rođenoj prije 30. – 32. tjedna gestacije s porođajnom težinom manjom od 1500 grama. Inicijalni pregled se obično provodi oko 4. – 6.tjedna života i onda ponavlja svakih 1-3 tjedna dok se vaskularizacija ne dovrši.

## Diferencijalna dijagnoza
Sličnost s drugim dvjema bolestima:
•Familijarna eksudativna vitroretinopatija, genetska bolest koja također oštećuje vaskularizaciju retine kod djece rođene na termin
•Perzistentni fetalni vaskularni sindrom, znan i kao Perzistentna hiperplastična primarna staklovina također uzrokuje ablaciju mrežnice, ali tipično unilateralno

## Internacionalna klasifikacija prematurne retinopatije
Ova klasifikacija koristi brojne parametre za opis bolesti: lokalizaciju bolesti po zonama (1,2 i 3), cirkumferencijalne granice bolesti bazirane na satima (1-12),  težinu bolesti (stadiji 1-5) i prisutnost ili odsutnost "Plus bolesti".
Zone su smještene oko optičkog živca. Zona 1 označava stražnju zonu retine s centrom u optičkom živcu i radijusom koji obuhvaća dvostruku udaljenost od optičkog živca do makule. Zona 2 je prsten koji se nalazi oko zone 1,s vanjskom granicom na udaljenosti od optičkog živca do nazalne ore serate. Zona 3 obuhvaća preostali temporalni dio mrežnice.
Stadije temeljimo na oftalmoskopskim nalazima spojnice između vaskularizirane i nevaskularizirane mrežnice.
•Stadij 1 je slaba razgraničavajuća linija
•Stadij 2 označava blago uzdignutu spojnicu poput brazde
•Stadij 3 obuhvaća pojavu novog fibrovaskularnog tkiva izvan mrežnice
•Stadij 4 je sub-totalno odljepljenje mrežnice
•Stadij 5 je kad se mrežnica totalno odvojila

## Prognoza
Stadiji 1 i 2 ne dovode do sljepoće. Međutim, mogu progredirati do težih stadija. Granična bolest je definirana kao bolest koja ima 50% vjerojatnosti progresije do odignuća mrežnice. Granična bolest se smatra prisutnom kad je stadij 3 prematurne retinopatije vidljiv bilo u zoni I ili zoni II, s najmanje 5 kontinuiranih ili 8 ukupnih sati bolesti, te uz prisutnost «plus» bolesti. Progresija do stadija 4 (djelomičnog odignuća mrežnice) ili do stadija 5 (potpunog odignuća mrežnice) će rezultirati značajnim ili potpunim gubitkom vida u novorođenčeta.

## Praćenje
U cilju da se omogući pravovremena intervencija, proveden je sistem praćenja novorođenčadi koja imaju rizik od razvoja retinopatije. Ti protokoli praćenja se razlikuju od zemlje do zemlje zato što definicija visokog rizika nije jedinstvena ili savršeno definirana. U SAD-u postoji suglasnost stručnjaka temeljena na podacima dobivenim iz kliničkih studija objavljenih u časopisu «Pediatrics» 2006. godine. U te je studije bila uključena, u većini slučajeva, novorođenčad s porođajnom težinom ispod 1500 grama ili gestacijski ispod 30. tjedna razvoja.

## Liječenje
Periferna ablacija mrežnice je glavno uporište liječenja prematurne retinopatije. Destrukcija avaskularne mrežnice se najčešće izvodi fotokoagulacijom diodnim laserom, zato što su lako prijenosni do operacijske sale ili odjela neonatalne intenzivne njege. Krioterapija, nešto starija tehnika, u kojoj je regionalna destrukcija mrežnice učinjena korištenjem sonde da bi se smrznulo željeno područje, također je bila ocijenjena u multicentričnim kliničkim studijama kao učinkovita metoda prevencije i liječenja prematurne retinopatije. Ali, krioterapija nije više prvi izbor rutinske metode kod avaskularnog odignuća mrežnice kod nedonoščadi, zbog popratnih nuspojava kao što su upala i oticanje kapka. 
Svijanje bjeloočnice i/ili vitrektomija mogu doći u obzir kod težih stadija retinopatije (stadij 4 i 5) i to kod očiju u kojih progredira odignuće mrežnice. Samo je nekoliko centara u svijetu specijalizirano u ovoj grani kirurgije, zbog prisutnih rizika tih operacija i općenito loših ishoda.
Intravitrealna injekcija bevacizumaba (Avastin) je zabilježena kao potporna mjera u agresivnoj stražnjoj prematurnoj retinopatiji. 

## Povijest
Značajno vrijeme u povijesti ove bolesti bilo je između 1941. – 1953., kada je zabilježena svjetska epidemija prematurne retinopatije. Preko 12 000 djece u svijetu nisu samo rođena s retinopatijom, nego su i oslijepila zbog nje – glazbenik Stevie Wonder i glumac Tom Sullivan poznate su osobe oboljele od ove bolesti. Prvi slučaj epidemije je zabilježen na Valentinovo 1941. godine, kad je nedonoščetu u Bostonu dijagnosticirana ova bolest. Slučajevi su zabilježavani diljem svijeta, ali je uzrok bio – nepoznat. Do 1951. godine postala je očita veza između incidencije i obilne pojavnosti: mnogi slučajevi su zabilježeni u razvijenim zemljama s dobro organiziranim i bogatim zdravstvenim sustavom. Dva britanska znanstvenika su otkrila mogući uzrok bolesti – toksični učinak kisika. Bebe, prerano rođene u područjima pojavnosti su bila u inkubatorima u kojima su bile visoke koncentracije kisika. Studije na štakorima su potvrdile vjerojatnost tog uzroka, ali veza je bila naknadno potvrđena kontroverznom studijom od strane američkih pedijatara. Studija je uključivala dvije grupe djece. Nekima je u inkubatorima bila normalna koncentracija kisika kao i do tada, dok je drugoj grupi smanjena razina kisika. Kao rezultat studije, razine kisika u inkubatorima su snižene i posljedično, epidemija je zaustavljena.
|  | Molimo pročitajte upozorenje o korištenju medicinskih informacija. Ne provodite liječenje bez savjetovanja s liječnikom! |